# Workflow
Workflow (ang. work flow, „przepływ pracy”) – w szerszym sensie pojęcie to oznacza sposób przepływu informacji pomiędzy rozmaitymi obiektami biorącymi udział w jej przetwarzaniu. W węższym sensie jest to określenie sposobu przepływu dokumentów pomiędzy pracownikami wykonującymi pewien zalgorytmizowany zespół czynności (tzn. odbywający się według danej liczby scenariuszy).
Według koalicji WFMC (ang. WorkFlow Management Coalition) workflow to:

Automatyzacja procesów biznesowych, w całości lub w części, podczas której dokumenty, informacje lub zadania są przekazywane od jednego uczestnika do następnego, według odpowiednich procedur zarządczych.
W dostępnej literaturze oprogramowanie workflow jest nazywane również w
skróce WFM (Workflow Management).

Pojęcie workflow jest używane w odniesieniu do oprogramowania, zwłaszcza służącego wspomaganiu pracy grupowej. Oprogramowanie takie pozwala na określenie, jakie role w przetwarzaniu dokumentów pełnią osoby uczestniczące w wykonywaniu danej czynności oraz jakie są stany pośrednie dokumentów. Głównymi celami wdrożenia takiego systemu jest przyśpieszenie przetwarzania procesów, obniżenie kosztów i eliminacja błędów popełnianych przez człowieka.
Pojęcia systemu workflow zaczęto używać już w latach 90. Oprogramowanie WFM pozwala na określenie, jakie role w przetwarzaniu dokumentów pełnią osoby uczestniczące w wykonywaniu danej czynności oraz jakie są stany pośrednie dokumentów.
Systemy workflow zazwyczaj wykorzystują głównie języki proceduralne z graficzną reprezentacją. Procesy workflow przedstawia się zwykle w postaci grafu.
Jako przykład podaje się realizację obiegu dokumentów delegacji służbowej. Osoby zlecające wykonanie pracy związanej z podróżą służbową generują dane wejściowe (miejsce, do którego ma dojechać określony pracownik), powstaje dokument zgłoszenia delegacji. Dane są następnie odbierane przez osobę realizującą zadanie (proponowany jest np. termin wyjazdu, rodzaj środka transportu itp.), ze zgłoszenia powstaje dokument delegacji. Informacje te trafiają z powrotem do decydentów, którzy akceptują informacje o realizacji zlecenia (np. zezwalają na przelot samolotem z punktu A do punktu B), dokument delegacji zostaje zatwierdzony do wykonania. Pracownicy realizują zlecenie, potwierdzają odbycie delegacji u klienta, dokument delegacji staje się zrealizowany, po czym następuje akceptacja zwrotów kosztów podróży. Na każdym etapie przetwarzania takiej informacji występuje określony zbiór osób wykonujących określone operacje na dokumentach oraz określonym zestawem możliwych stanów dokumentu. Są to charakterystyczne cechy procesu workflow.
Istnieje szereg narzędzi komputerowego wspomagania tworzenia procesów workflow, włącznie z narzędziami pozwalającymi w sposób graficzny projektować i programować gotowe systemy przepływu informacji. Systemy workflow często wykorzystują silniki procesów workflow (ang. workflow process engines), które są kluczowymi komponentami wspierającymi przepływ pracy w organizacjach. Te silniki umożliwiają definiowanie, zarządzanie i monitorowanie procesów biznesowych w sposób zautomatyzowany. Przykłady popularnych silników procesów workflow to Camunda i Activiti.
W 2020 roku rynek rozwiązań workflow został oszacowany na 6,85 miliarda amerykańskich dolarów. Według firmy badawczej Grand View Research oczekuje się, że w latach 2021–2028 ten rynek będzie się rozwijać ze średnią roczną stopą wzrostu na poziomie 30,6%.
Według firmy badawczej Gartner, rozwój oprogramowania workflow w 2021 roku jest tak dynamiczny, że wybór odpowiedniego systemu sprawia firmom trudność. Firma zaleca, aby organizacje wybierające rozwiązania workflow wyszczególniły swoje potrzeby biznesowe przed rozpoczęciem poszukiwań odpowiedniego systemu.